# 霊徳郡
もしかして
- 盈徳郡

ではありませんか？